# Zygmund Schreter
Zygmund Schreter, né à Łódź (Empire russe) en 1896 et mort à Paris en 1977, est un peintre français d'origine polonaise.

## Biographie
Établie depuis longtemps en Pologne, la famille Szreter s'est éloignée des aspects traditionnels et religieux du judaïsme. Le père, Max Szreter, fabricant de textile, demande à son fils de réaliser des dessins sur les tissus de sa production. Tel est son premier contact avec les arts plastiques. Sa mère lui enseigne la musique et Szreter devient violoniste. Szreter étudie dans un lycée russe de Łódź et se fait remarquer par ses peintures. Il fréquente un cercle de jeunes amateurs en art, dont le poète polonais Julian Tuwim, le musicien et chef d'orchestre Kletzki et le compositeur Tanzman.
En 1914, Szreter part en Allemagne, à Carlsbad et, surpris par la Première Guerre mondiale, il se retrouve  prisonnier civil russe. Les Szreter connaissent bien la langue allemande et l'utilisent plus souvent que le yiddish. En 1923, Zygmund Szreter étudie avec Martin Brandenburg et Lovis Corinth dans l'académie libre de Levine Funke à Berlin où il fait la connaissance de plusieurs artistes qu’il retrouvera à Montparnasse. Durant ces années, Szreter vit surtout de son violon et joue avec l'orchestre philharmonique de Berlin ou au théâtre Max-Reinhart. Parallèlement, il expose des  aquarelles à Łódź en 1927. À Berlin en 1929, il participe à une exposition organisée par la célèbre artiste graphique Käthe Kollwitz.
Szreter arrive en France en 1934, s'installe à Cannes dans un premier temps puis, aidé par le sculpteur S. Tamari, il rejoint Paris.